# Nick Nurse
Nicholas "Nick" David Nurse (Carroll, 24 de julho de 1967) é um treinador norte-americano de basquete profissional que é o atual treinador principal do Philadelphia 76ers.
Ele anteriormente atuou como técnico principal do Toronto Raptors, a quem levou ao título da NBA em 2019 e com quem foi nomeado Treinador do Ano da NBA em 2020.

## Carreira

### Primeiros anos
Nascido em Carroll, Iowa, Nick Nurse jogou na Universidade do Norte de Iowa de 1985 a 1989, fazendo 111 jogos. Ele é o líder de todos os tempos da universidade em porcentagem de acerto em arremesso de 3 pontos com 46% (170 de 363). Em seu último ano, Nurse tornou-se o assistente técnico da equipe. Depois de se formar com bacharelado em contabilidade, Nurse tornou-se o treinador-jogador do Derby Rams na Liga Britânica de Basquete na temporada de 1990-91.
Nurse conseguiu seu primeiro emprego de treinador em tempo integral na Grand View University, quando ele tinha apenas 23 anos de idade; Na época, ele era o mais jovem treinador de basquete universitário do país. Ele treinou Grand View por duas temporadas antes de assumir um papel de treinador assistente na Universidade de Dakota do Sul, onde passou duas temporadas.
Depois, Nurse passou 11 temporadas como treinador na Europa, principalmente na Liga Britânica de Basquete (BBL). Ele ganhou dois títulos da liga, um com o Birmingham Bullets em 1996 e outro com o Manchester Giants em 2000, ele também dirigiu o London Towers na Euroliga. Nurse também treinou o Telindus Oostende da Ethias League em 1998 e se tornou o assistente técnico de Oklahoma Storm da United States Basketball League em 2001 e 2005.

### D-League
Em 2007, Nurse aceitou o cargo de treinador principal do Iowa Energy, que estava se preparando para a primeira temporada na D-League (agora chamada de G-League). Energy venceu os títulos da divisão nas temporadas 2008-09 e 2009-10. Depois de três temporadas com a equipe, Nurse concordou em se juntar à equipe de treinamento da Universidade Estadual de Iowa em abril de 2010. Logo depois, no entanto, o técnico principal da equipe, Greg McDermott, deixou Iowa para se tornar o treinador principal na Universidade de Creighton e Nurse retornou ao seu antigo cargo como treinador principal do Energy.
Na temporada da D-League de 2010-11, Nurse recebeu o Prêmio de Treinador do Ano depois de ajudar Iowa a obter o melhor recorde na liga (37–13). Nurse e Energy foram os campeões da D-League na temporada de 2010-11.
Antes da temporada de 2011-12, Nurse trocou Energy pelo Rio Grande Valley Vipers da D-League. Na temporada de 2012–13, os Vipers terminaram com um recorde de 35–15 e venceram as finais da D-League contra Santa Cruz Warriors.
Durante suas seis temporadas na D-League, Nurse teve 23 jogadores convocados para a NBA.

### Toronto Raptors
Em julho de 2013, Nurse deixou os Vipers e aceitou o cargo de assistente do Toronto Raptors que tinha o comando de Dwane Casey. Ele ficava no comando do ataque durante seu tempo com Casey, e na temporada de 2017-18 ele foi creditado pelas mudanças no ataque dos Raptors que incluiu aumentos nos passe e nas tentativas de 3 pontos. A melhora no ataque ajudou os Raptors a vencerem 59 jogos mas a equipe foi eliminada na segunda rodada dos playoffs pelo Cleveland Cavaliers e Casey foi demitido pouco depois.
Em 14 de junho de 2018, os Raptors promoveram Nurse para o cargo de treinador principal. Em 25 de maio de 2019, Nurse levou os Raptors para as Finais da NBA de 2019, depois de vencer a Final da Conferência Leste ao derrotar o Milwaukee Bucks em seis jogos. Em 13 de junho, Nurse tornou-se o primeiro treinador a vencer os títulos da NBA e da G-League (anteriormente D-League), quando os Raptors derrotaram o Golden State Warriors nas Finais da NBA.
Na segunda temporada de Nurse, os Raptors terminaram com um recorde de 53-19, apesar de terem perdido Leonard, em uma temporada encurtada pela pandemia do COVID-19. Ele foi amplamente elogiado por sua criatividade e inovação em garantir que os Raptors fossem capazes de manter um alto nível de jogo. Naquela temporada, Nurse se qualificou para ser treinador principal no All-Star Game da NBA de 2020 como representante da Conferência Leste. Em 22 de agosto de 2020, Nurse ganhou o Prêmio de Treinador do Ano. No entanto, a equipe não conseguiu repetir o sucesso nos playoffs da temporada anterior e foram eliminados nas semifinais da conferência para o Boston Celtics.
Em 15 de setembro de 2020, os Raptors anunciaram que Nurse havia assinado uma extensão de contrato de vários anos. Após uma temporada mal sucedida em 2020–21, na qual os Raptors jogaram em Tampa Bay devido à COVID-19, Nurse liderou a equipe para 48 vitórias e um retorno aos playoffs em 2022.
Em 21 de abril de 2023, os Raptors anunciaram que haviam demitido Nurse, depois que a equipe não conseguiu chegar aos playoffs devido à derrota para o Chicago Bulls no Torneio Play-in.

### Philadelphia 76ers
Em 1º de junho de 2023, o Philadelphia 76ers anunciou que Nurse havia sido contratado como seu treinador principal. Naquela temporada, Nurse levou os Sixers a um recorde de 47-35 durante a temporada regular. Este foi um dos melhores trabalhos de treinamento de Nurse, pois Joel Embiid e numerosas outras estrelas perderam tempo significativo. Os Sixers conseguiram vencer o Torneio Play-in e garantiram uma vaga nos playoffs.

## Carreira na seleção
Nurse foi assistente técnico de Chris Finch na Seleção Britânica de 2009 a 2012, incluindo os Jogos Olímpicos de Verão de 2012 em Londres.
Em junho de 2019, Nurse confirmou que se tornaria o treinador principal da Seleção Canadense na Copa do Mundo de 2019 e além. Em 27 de junho de 2023, Nurse renunciou ao seu cargo de treinador da seleção nacional.

## Vida pessoal
Nurse e sua esposa Roberta Nurse (nascida em Pernambuco), tem dois filhos chamados Noah e Leo. Ele também tem um sobrinho chamado David, que já trabalhou com o Brooklyn Nets antes de se tornar personal trainer de jogadores profissionais.
Em dezembro de 2018, a mãe de Nurse, Marcella, morreu.
Nurse é fã do Chicago Cubs e tem sido convidado para conduzir a 7º entrada do Wrigley Field, cantando "Take Me Out to the Ball Game".
Em maio de 2022, após concluir sua dissertação e exame abrangente, Nurse se formou na Universidade Concordia Chicago com um Ph.D. em Liderança Esportiva.

## Estatísticas na NBA
|  | Campeão da NBA |

| Ano      | Time         | Temporada regular | Temporada regular | Temporada regular | Temporada regular | Temporada regular          | Playoffs | Playoffs | Playoffs | Playoffs | Playoffs                              |
| Ano      | Time         | J                 | V                 | D                 | %                 | Colocação Final            | J        | V        | D        | %        | Resultado                             |
| -------- | ------------ | ----------------- | ----------------- | ----------------- | ----------------- | -------------------------- | -------- | -------- | -------- | -------- | ------------------------------------- |
| 2018–19  | Toronto      | 82                | 58                | 24                | .707              | 1º na Divisão do Atlântico | 24       | 16       | 8        | .667     | Ganhou o título da NBA                |
| 2019–20  | Toronto      | 72                | 53                | 19                | .736              | 1º na Divisão do Atlântico | 11       | 7        | 4        | .636     | Perdeu nas semifinais de conferências |
| 2020–21  | Toronto      | 72                | 27                | 45                | .375              | 5º na Divisão do Atlântico | —        | —        | —        | —        | Perdeu os playoffs                    |
| 2021–22  | Toronto      | 82                | 48                | 34                | .585              | 3º na Divisão do Atlântico | 6        | 2        | 4        | .333     | Perdeu na Primeira Rodada             |
| 2022–23  | Toronto      | 82                | 41                | 41                | .500              | 5º na Divisão do Atlântico | —        | —        | —        | —        | Não foi para os playoffs              |
| 2023–24  | Philadelphia | 82                | 47                | 35                | .573              | 5º na Divisão do Atlântico | —        | —        | —        | —        |                                       |
| Carreira | Carreira     | 472               | 274               | 198               | .579              |                            | 41       | 25       | 16       | .545     |                                       |

## Prêmios e Homenagens

### Como Treinador
- NBA:
  - Campeão da NBA: 2019
  - NBA Coach of the Year Award: 2020
  - Treinador do All-Star Game: 2020